# Zorka Bradač
Zorka Bradač, slovenska pianistka in glasbena pedagoginja, * 6. marec 1916, Ljubljana, † 2010. 

## Življenje in delo
Na ljubljanski Akademiji za glasbo je 1941 končala študij klavirja, se pozneje izpopolnjevala v Salzburgu pri profesorju C. Zecchiju in bila tam od 1963 na poletnih tečajih njegova asistentka. S poučevanjem klavirja se je pričela ukvarjati že leta 1938, od 1948 je bila profesorica na srednji glasbeni šoli, od 1960-1983 na Zavodu za glasbeno in baletno izobraževanje v Ljubljani. Vzgojila je vrsto slovenskih pianistov in sestavila več zvezkov etid; s S. Hrašovec je objavila okoli 110 instruktivnih klavirskih zbirk, ki so bile večkrat ponatisnjene.  V mladosti je bila tudi športnica - plavalka.